# زرنجانین

زرنجانین هي مدينة صربية تقع في مقاطعة فويفودينا ذاتية الحكم.في 2011 بلغ عدد سكان المدينة 76،511 نسمة.